# Чемпионат Лаоса по футболу
Премьер-лига Лаоса (лаос. ທິມບານເຕະ) — высший футбольный турнир Лаоса. Разыгрываемый 12-ю клубами. Проходит по системе весна-осень. После каждого сезона клуб, занявший последнее место, переводятся в первый дивизион.

## Система чемпионата
В течение сезона, который проходит ежегодно с января по июль, двенадцать клубов в чемпионате проводят между собой матчи, дома и на выезде.

## Клубы
| Клуб                         | Город       | Домашний стадион                    | Вместимость | Тренер                  |
| ---------------------------- | ----------- | ----------------------------------- | ----------- | ----------------------- |
| SHB Тямпасак                 | Паксе       | Тямпасак                            | 11 000      | Virasith Sounakeovongsa |
| Эзра                         | Вьентьян    | Новый Лаосский Национальный Стадион | 35 000      |                         |
| Френдс Девелопмент           | Вьентьян    | Новый Лаосский Национальный Стадион | 35 000      |                         |
| Хоангань Аттапы              | Аттапы      | Аттапы                              | 12 000      | Huỳnh Văn Ảnh           |
| Лаос Эйрлайнс                | Вьентьян    | Лаосский Национальный Стадион       | 20 000      |                         |
| Лаосско-американский колледж | Вьентьян    | «Лаосско-американский колледж»      | 1 500       |                         |
| Армия Лаоса                  | Вьентьян    | Лаосский Национальный Стадион       | 20 000      |                         |
| Лаосский Лансанг             | Вьентьян    | Лаосский Национальный Стадион       | 20 000      |                         |
| Полиция Лаоса                | Вьентьян    | Новый Лаосский Национальный Стадион | 35 000      |                         |
| Саваннакхет                  | Саваннакхет | Саваннакхет                         | 15 000      |                         |
| Вьентьян                     | Вьентьян    | Лаосский Национальный Стадион       | 20 000      |                         |
| Йота                         | Вьентьян    | Лаосский Национальный Стадион       | 20 000      |                         |

## Чемпионы
| - 1990: Армия Лаоса - 1991: Армия Лаоса - 1992: Армия Лаоса - 1993: Саваннакхет / Армия Лаоса - 1994: Армия Лаоса - 1995: Паксе / Эдьюкейшн Тим - 1996: Армия Лаоса - 1997: Сайнябули / Армия Лаоса - 1998: Кхаммуан Провинс Тим (?) - 1999: Нет данных - 2000: Муниципалитет Вьентьян (национальные игры) - 2001: Банк Лаоса | - 2002: Йота - 2003: Йота - 2004: Йота - 2005: Вьентьян - 2006: Вьентьян - 2007: Лаосско-американский колледж - 2008: Армия Лаоса - 2009: Чемпионат не проводился - 2010: Банк Лаоса - 2011: Йота - 2012: Полиция Лаоса - 2013: SHB Тямпасак - 2014: Хоангань Аттапы |

Источник:

### Достижения клубов
| Клуб                         | Чемпион | Сезоны                                         |
| ---------------------------- | ------- | ---------------------------------------------- |
| Армия Лаоса                  | 8       | 1990, 1991, 1992, 1993, 1994, 1996, 1997, 2008 |
| Йота                         | 4       | 2002, 2003, 2004, 2011                         |
| Банк Лаоса                   | 2       | 2001, 2010                                     |
| Вьентьян                     | 2       | 2005, 2006                                     |
| Полиция Лаоса                | 1       | 2012                                           |
| Лаосско-американский колледж | 1       | 2007                                           |
| Кхаммуан Провинс Тим         | 1       | 1998                                           |
| Паксе                        | 1       | 1995                                           |

## Бомбардиры
| Год  | Игрок                 | Клуб                            | Голы |
| 2004 | Bounlap Khenkitisack  | Йота                            | 24   |
| 2005 | Vongsackda Chansavang | Лаосская ассоциация журналистов | 24   |
| 2010 | Lamnao Singto         | Йота                            | 17   |